# Konec punku v Helsinkách
Konec punku v Helsinkách (2010) je čtvrtý román Jaroslava Rudiše. Prolíná se v něm příběh čtyřicátníka Oleho z nejmenovaného východoněmeckého města, který měl před dvaceti lety punkovou skupinu Automat, a 16leté dívky Nancy z Jeseníku z roku 1987. Ke konci knihy také do děje a skladby románu výrazně zasáhne Oleho dcera Eva.
Příběh Nancy je psán stejným stylem jako Rudišova povídka Pankáči na Baltu. V povídce vystupují stejní hrdinové, ale příběh není zcela slučitelný s příběhem z románu Konec punku v Helsinkách.

## Děj
V románu se prolínají čtyři pohledy vyprávění: daleko nejvíce prostoru zaujímá příběh Oleho z nejmenovaného východoněmeckého města (inspirace Lipskem), který, jak se nakonec ukáže, píše jeho spolubydlící Pražák, a tajný deník Nancy z Jeseníku z roku 1987. Vloženým „manifestem“ Hezký lidi promlouvá také Oleho dcera Eva a celá kniha je rámována Oleho současnou cestou na Šumavu.
Ole se svým kamarádem Frankem jedou z NDR do Plzně na koncert punkové skupiny Die Toten Hosen, v Praze se potkají s Nancy, do které se Ole zamiluje. Po koncertě se rozhodnou přejít hranici do Bavorska, jsou přitom ale chyceni a Nancy při útěku zajede nákladní auto. Ole s Frankem jsou deportováni zpátky do NDR, jsou vyhozeni ze školy a začnou pracovat v pivovaru. Pak založí skupinu/duo Automat a stanou se poměrně známými. Jejich producentem je Malcolm, poté, co se ale po roce 1990 ukáže, že byl agentem Stasi, skupina okamžitě končí svoji činnost a ruší naplánovaný koncert v Helsinkách. Později si Ole ve svém rodném městě založí bar Helsinky, kde se schází různí bývalí punkeři. Oleho dcera Eva, kterou má s Connie, je punkerům v lecčem podobná, ale její protest proti společnosti je výrazně tvrdší, zapaluje auta a po jedné akci, kdy vyhodí do vzduchu část potrubí, které pumpuje vodu ze stavby tunelu pod městem, se vážně zraní a je navíc zadržena policií. Ole potom starost o bar Helsinky přenechá Leně a zmizí, podívá se do skutečných Helsinek a také na Šumavu, protože ho ničí vzpomínky na jeho první holku Nancy. V domě, kde před plánovaným útěkem za hranice přespávali, najde po letech její tašku a deník. Deník popisuje život v Jeseníku v roce 1987 v pronásledované punkové komunitě, Nancy (jméno podle Nancy, dívky Sida Vicia ze Sex Pistols) chodí do školy, po provokacích v prvomájovém průvodu je ale vyloučena a pracuje v jídelně. Má zdravotní problémy způsobené radioaktivním prachem po výbuchu Černobylu a v září spojí cestu za lékařem do Prahy s cestou na koncert Die Toten Hosen v Plzni.

## Osoby

### Německo
- Ole
- Connie
- Frank
- Torsten
- Lena
- Ulrike
- Tom
- Ramone
- Utopenej
- Cantona
- Udělej si sám
- Cindy
- Gabi
- Pražák
- Malcolm

### Jeseník 1987
- Nancy
- Helmut (Petr Mikeš), kluk Nancy
- Brudr, bratr Nancy, dvojče
- Maruna
- Chaos
- Tyfus
- Karla
- Funus
- Hlína

## Recenze
- Pavel Mandys, iliteratura.cz 16. listopadu 2010
- Pavel Kroulík, Aktuálně.cz 27. prosince 2010

## Cizojazyčná vydání
Kniha vyšla finsky (2012), francouzsky (2012), polsky (2013), ukrajinsky (2013), německy (2014), nizozemsky (2016) a italsky (2018).